# Stadtverkehr Regensburg
In und um Regensburg existieren rund 70 Buslinien, davon einige Linien mit hauptsächlich innerstädtischen Aufgaben. Anfang der 1980er Jahre wurde nach Gründung des Regensburger Verkehrsverbunds (RVV) begonnen, die unkoordinierte Planung und Tarifierung zwischen Stadt- und Regionalverkehr zu beseitigen und einen integrierten Verbundraum zu schaffen.

## Hintergrund
1903 wurde das Straßenbahnnetz in Betrieb genommen, das in seiner maximalen Ausdehnung über vier Linien verfügte. Sogar über die mittelalterliche Steinerne Brücke fuhren die kleinen Triebwagen der Regensburger Straßenbahn. Wegen ihres schlechten Zustands und straßenbündiger Trassierung entwickelte sie sich immer mehr zum Verkehrshindernis und wurde nach und nach bis 1964 stillgelegt. Seitdem wird der öffentliche Personennahverkehr in Regensburg größtenteils mit Omnibussen durchgeführt.
Als Alternative zur Straßenbahn wurde in den 1950er Jahren der Oberleitungsbus Regensburg eingeführt. Eine Linie vom Hauptbahnhof zur Danziger Freiheit wurde errichtet und zehn Jahre lang betrieben. Damit existierten in Regensburg zeitweise drei Betriebszweige: Straßenbahn, Oberleitungsbus und Dieselbus. Bemerkenswert ist dabei, dass die Straßenbahnlinie 1 von Prüfening nach Pürkelgut den deutlich jüngeren Oberleitungsbus zeitlich überlebte. Einzelne Masten für die einstige Obus-Fahrleitung stehen heute noch im Bereich Maximilianstraße und im Zuge der Buswendeschleife gegenüber dem Hauptbahnhof.
Anfang der 1980er-Jahre wurde ein Spurbustunnel in der Altstadt zwischen Hauptbahnhof und Arnulfsplatz geplant. Aus Furcht vor Schäden an der historischen Bausubstanz wurde das Projekt jedoch nicht weiter verfolgt.
Da die Verkehrsdichte und die damit verbundenen Probleme in den letzten Jahren immer weiter wachsen, wird aktuell die Einführung einer modernen Stadtbahn in Nord-Süd-Richtung geplant, für die einige bauliche Vorbereitungen schon erbracht sind. So sind beispielsweise Nibelungenbrücke und Eiserne Brücke bereits entsprechend ausgelegt, um eine Stadtbahntrasse tragen zu können. Auch an anderen Stellen wurde bei Bauprojekten nach Möglichkeit Platz für eine eigene Trasse vorgesehen, so z. B. im Neubaugebiet Burgweinting.

## Eisenbahn
Am Hauptbahnhof, welcher an der Bahnstrecke Nürnberg – Regensburg – Passau liegt, gibt es noch drei Strecken mit Regionalverkehr. Dies sind: Regensburg – Landshut – München, Regensburg – Weiden (– Hof) und Regensburg – Ingolstadt (– Ulm).
1991 wurde zwischen RVV und Deutscher Bundesbahn eine Tarifkooperation gegründet, wodurch erstmals auch Schienenstrecken im Landkreis Regensburg in den Verbundverkehr integriert wurden. Diese Kooperation wurde nach und nach auf weitere Streckenabschnitte in der Oberpfalz erweitert. Die RVV-Fahrscheine sind innerhalb des Verkehrsverbundes auch in allen Regionalzügen der Deutsche Bahn AG, der Länderbahn und Agilis gültig. Neben dem Hauptbahnhof im Zentrum verfügt Regensburg mit dem Bahnhof Prüfening im Stadtwesten und seit Ende 2006 in Burgweinting im Südosten über zwei weitere Zugangsstellen für Regionalzüge. An beiden kann jeweils zu Stadtbuslinien umgestiegen werden. Aktuell vorgesehen ist die Reaktivierung des Bahnhofs Regensburg-Walhallastraße im Nordosten nahe dem Gewerbepark. Auch hier soll es einen Umsteigepunkt zum Busverkehr geben.

## Unternehmen
Der überwiegende Verkehr im Stadtgebiet wird von den Regensburger Verkehrsbetrieben (RVB) erbracht, einige Linien sind jedoch auch an private Busunternehmer vergeben. Der Betriebshof befindet sich im Süden der Stadt in einem Gewerbegebiet an der Haltestelle „Schwabenstraße“, was zu einer nicht unerheblichen Zahl an Aus- und Einrückfahrten führt. Dort befindet sich als Denkmal ein alter Straßenbahnzug (Verbandswagen), der aber nicht öffentlich zugänglich ist. Dieser Zug wurde noch bis 1990 in Darmstadt eingesetzt.
Fahrscheine können aus Automaten und im Kundenzentrum im Vorverkauf sowie beim Busfahrer erworben werden. Im Bus werden Einzelfahrscheine nur gegen Aufpreis ausgegeben. Einige Kioske und Schreibwarenläden verkaufen ebenfalls Fahrscheine und erweitern damit die Vorverkaufsmöglichkeiten. Östlich der Haltestelle Hauptbahnhof befindet sich das Kundenzentrum des RVV. Hier erhält man sämtliche Fahrscheine, Monats- und Jahreskarten sowie Fahrplanauskünfte.

## Linien
Der Betreiber des Stadtbusverkehres ist die Regensburger Verkehrsbetriebe GmbH.
Zentraler Umsteigepunkt fast aller Stadtlinien ist der Knoten in der Albertstraße am Hauptbahnhof, welcher in der zweiten Hälfte der 90er Jahre errichtet wurde. Die Zusammenfassung aller Linien in dieser zum Bahnhofplatz parallelen Straße hat die Umsteigesituation deutlich verbessert. Insbesondere zu Schwachlastzeiten findet hier halbstündlich ein Sammelanschluss aus fast und in fast alle Hauptrichtungen statt.
Im Laufe der 1990er Jahre wurde das Liniennetz mehrfach leicht umgestaltet und ergänzt, behielt sein Grundkonzept von am Bahnhof zusammenlaufenden Durchmesser- und Radiallinien jedoch immer bei. Diese starke Zentralisierung stellt auch gleichzeitig einen der großen Schwachpunkte dar, denn fast alle Verbindungen führen über Bahnhof und Altstadt.
Tangentiale Verbindungen zwischen Nachbarstadtteilen sind nur bruchstückhaft vorhanden (Linie 4 im Südwesten sowie Linie 11 im Südosten), womit erheblich längere Fahrzeiten auftreten. Bedingt durch den sehr starken Individualverkehr und der oft engen räumlichen Straßenführung kann im Altstadtbereich nur mit niedriger Geschwindigkeit gefahren werden.
Die starke Zersiedelung des Regensburger Umlandes erschwert dessen Anbindung über die bestehenden Eisenbahnstrecken sowie dichte Taktfolgen bei Buslinien erheblich, so dass viele Pendler das Auto als Verkehrsmittel nutzen. Selbst im Stadtbereich auf den Hauptachsen verkehren nach Ende der abendlichen Hauptverkehrszeit ab 19 Uhr sämtliche Buslinien nur noch halbstündlich.
Als Grundtakt gilt tagsüber auf den Stadtlinien der 20-Minuten-Takt. Auf wichtigen Strecken wird die Wagenfolge montags bis freitags ganztags auf zehn Minuten verdichtet, auf einigen anderen Abschnitten auch während der Hauptverkehrszeit. Auf Regionalbuslinien ist ein starrer Takt nur teilweise vorhanden, jedoch geht auch hier auf nachfragestarken Linien der Trend zu regelmäßigen Abfahrtszeiten.
Mit Stand Februar 2020 verkehren folgende Linien:
| Linie | Linienweg | Standardtakt Mo–Fr                                                     |
| ----- | --- | ---------------------------------------------------------------------- |
| A     | Altstadtbus: Hauptbahnhof – Domplatz – Arnulfsplatz (Betrieb nur Mo–Fr)                                                                                         | 10                                                                     |
| C1    | campusLINIE: Hauptbahnhof – OTH – Universität (Betrieb nur Mo–Fr während der Vorlesungszeiten der Universität)                                                  | 10                                                                     |
| C2    | campusLINIE: Universität – Arnulfsplatz (Betrieb nur Mo–Fr während der Vorlesungszeiten der Universität)                                                        | 20                                                                     |
| C4    | campusLINIE: Universität – Klenzestraße (Betrieb nur Mo–Fr in der HVZ während der Vorlesungszeiten der Universität, nur in Lastrichtung)                        | 20                                                                     |
| C6    | campusLINIE: Hauptbahnhof – TechCampus/OTH – Universität (Betrieb nur Mo–Fr in der HVZ während der Vorlesungszeiten der Universität)                            | 10                                                                     |
| X4    | Expressbus: BMW Tor 2 – Universität – Hauptbahnhof (Betrieb nur Mo–Fr in der HVZ, nur in Lastrichtung)                                                          | 20                                                                     |
| X6    | Expressbus: Hauptbahnhof – Klinikum (Betrieb nur Mo–Fr in der Morgen-HVZ während der Vorlesungszeiten der Universität, nur in Richtung Klinikum)                | 20                                                                     |
| X9    | Expressbus: BMW Tor 2 – Hauptbahnhof (Betrieb nur Mo–Fr) | 20–60                                                                  |
| 1     | Prüfening – Lilienthalstraße – Hauptbahnhof – Weichs – Pommernstraße                                                                                            | 10                                                                     |
| 2     | Graß – Karl-Stieler-Straße – Geibelplatz/Universität – Hauptbahnhof – Schwabenstraße (Betrieb über Universität nur Mo–Fr)                                       | 10/20*                                                                 |
| 3     | Graß – Humboldtstraße – Hauptbahnhof – Weichs – Reinhausen – Wutzlhofen/Sallerner Berg (Betrieb zum Sallerner Berg nur in der SVZ)                              | 20                                                                     |
| 4     | Universität – Lilienthalstraße – Arnulfsplatz – Weichs – Wutzlhofen (Betrieb Universität – Arnulfsplatz nur Mo–Fr)                                              | 20                                                                     |
| 4A    | Lechstraße – Steinweg – Dreifaltigkeitsberg (Betrieb nur Mo–Sa)                                                                                                 | Einzelfahrten                                                          |
| 5     | Hauptbahnhof – Gewerbepark – Schwabelweis – Donaustauf – Wörth a.d. Donau                                                                                       | 20 (Donaustauf – Wörth a.d. Donau: 60)                                 |
| 6     | Roter-Brach-Weg – Clermont-Ferrand-Allee – Bismarckplatz – Hauptbahnhof – Universität – Klinikum                                                                | 10 (Roter-Brach-Weg – Hauptbahnhof: 20)                                |
| 7     | Pentling – Ziegetsdorf – Hauptbahnhof – Schwabenstraße – Burgweinting                                                                                           | 20                                                                     |
| 8     | Hauptbahnhof – Gewerbepark – Keilberg – Grünthal – Irlbach | 20 (Grünthal – Irlbach: 60)                                            |
| 9     | Sallerner Berg – Weichs – Hauptbahnhof – Burgweinting – Harting – Neutraubling (Betrieb Sallerner Berg – Hauptbahnhof nur Mo–Sa)                                | 30 (Sallerner Berg – Hauptbahnhof und Burgweinting – Neutraubling: 60) |
| 10    | Prüfening – Dechbetten – Königswiesen – Hauptbahnhof – An der Irler Höhe (Betrieb Prüfening – Dechbetten nur Mo–Fr)                                             | 10 (Prüfening – Königswiesen: 20)                                      |
| 11    | (Rennplatz -) Wernerwerkstraße – Arnulfsplatz – Hauptbahnhof – OTH – Universität – Burgweinting (Mo–Fr in der Morgen-HVZ Betrieb ab/bis Rennplatz)              | 20                                                                     |
| 12    | Hauptbahnhof – Kneiting – Pielenhofen | 60                                                                     |
| 13    | Hainsacker – Lorenzen – Lappersdorf – Wöhrdstraße – Dachauplatz – Hauptbahnhof                                                                                  | 20                                                                     |
| 16    | Bad Abbach – Großberg/Niedergebraching – Pentling – Hauptbahnhof                                                                                                | 60 (Großberg/Niedergebraching: jeweils 120)                            |
| 17    | Regendorf – Lappersdorf – Kareth – Stadtamhof – Dachauplatz – Hauptbahnhof                                                                                      | 60                                                                     |
| 18    | Hauptbahnhof – Dörnberg (Betrieb nur Mo–Sa) |                                                                        |
| 30/31 | Ringlinie: Hauptbahnhof – Barbing – Neutraubling – Obertraubling – Burgweinting – Hauptbahnhof (31: Gegenrichtung)                                              | 30                                                                     |
| 32    | Hauptbahnhof – Irl – IKEA (Betrieb nur Mo–Sa, Abends als Anruf-Sammeltaxi)                                                                                      | 60                                                                     |
| 77    | (Hauptbahnhof -) Pommernstraße – Haslbach (Betrieb nur Mo–Fr in der HVZ, am Morgen einzelne Fahrten ab Hauptbahnhof)                                            | 20                                                                     |
| 78    | Burgweinting Bhf. – BMW Ausb.-Zentrum – BMW Tor 2 – Neutr. Pommernstraße – Neutr. Zwickauer Straße (Krones) (Betrieb nur Mo–Fr in der HVZ, nur in Lastrichtung) | unregelmäßig                                                           |
| 117   | Rodau – Lappersdorf – Oppersdorf – Kareth – Stadtamhof – Weichs – Stobäusplatz – Hauptbahnhof (Betrieb nur Mo–Fr)                                               |                                                                        |

* Die beiden Teillinien über Geibelplatz und Universität verkehren jeweils im 20-Minuten-Takt. Durch Überlagerung entsteht auf dem gemeinsamen Streckenabschnitt Theodor-Storm-Straße – Schwabenstraße montags bis freitags ein Zehn-Minuten-Takt.

## Fahrradwegenetz, Lastenräder, E-Scooter, Rent-a-bike
In der Stadt Regensburg wurde ein umfassendes Radwegenetz geplant und befindet sich derzeit in der Umsetzung. Dieses Vorhaben geht auf den „Radentscheid Regensburg“ zurück, ein Bürgerbegehren aus dem Jahr 2019, das vom Stadtrat übernommen wurde. Ziel ist es, bis 2035 den Anteil des Radverkehrs am Gesamtverkehr auf 30 % zu steigern.
Das geplante Hauptradroutennetz umfasst 18 Haupt- und eine Nebenroute mit einer Gesamtlänge von etwa 172 Kilometern. Es soll stern- und ringförmig angelegt werden, um alle Stadtteile sowie wichtige Ziele wie Schulen, Hochschulen, Gewerbegebiete und Freizeitstätten miteinander zu verbinden. Ein besonderes Augenmerk liegt auf der Führung der Routen abseits stark befahrener Straßen, häufig über sogenannte „Fahrradstraßen+“, die Radfahrenden Vorrang gewähren und durch spezielle Markierungen sowie Vorfahrtsregelungen sicherer und effizienter gestaltet sind.
Die erste durchgehende Hauptradroute (rr 05) wurde im Oktober 2024 eröffnet. Weitere Routen, wie rr 12, der westliche Abschnitt von rr 01 und der südliche Abschnitt von rr 08, befinden sich derzeit in der Umsetzungsplanung. Für 2025 sind zusätzliche Maßnahmen geplant, darunter der Ausbau von Fahrradstraßen in der Kumpfmühler Straße, die Einf ührung einer „Protected Bikelane“ in der Fritz-Fend-Straße sowie die Verbesserung der Beleuchtung und Verkehrssicherheit an verschiedenen Streckenabschnitten.
Die Planung des Radwegenetzes wurde durch mehrere Bürgerworkshops begleitet, um die Bedürfnisse und Anregungen der Bevölkerung einzubeziehen. Ein Erfolg dieser Bemühungen ist die Platzierung der Hauptradroute rr 05 unter den Top 5 beim Deutschen Fahrradpreis 2025 in der Kategorie Infrastruktur. Detaillierte Informationen zum Radroutennetz, einschließlich Kartenmaterial und Planungsdokumenten, sind auf der offiziellen Webseite der Stadt Regensburg verfügbar.

## Wassertaxis
Neben den oben vorgeschlagenen Bustunneln gab es noch weitere Vorschläge. So wollte man den Verkehr über die Donau und damit die Brückennadelöhre über Wassertaxis entlasten.
Dieser Vorschlag ist nicht über das Planungsstadium hinausgekommen.

## Schifffahrt
In Regensburg gibt es zwei Schifffahrtsgesellschaften, die Personenschifffahrt im Liniendienst anbieten. Einmal in Richtung Walhalla und zum Anderen in Richtung Kelheim. Die Abfahrtsstelle befindet sich in unmittelbarer Nähe zur steinernen Brücke und zur Wurstkuchl. Zusätzlich gibt es hier auch sogenannte Strudelrundfahrten, bei welchen das Schiff unterwegs aber nicht verlassen werden kann. Überregional ist Regensburg auch ein beliebtes Ziel für Flusskreuzfahrten, hier befinden sich die Anlegestellen östlich der Eisernen Brücke.

## Altstadtbus
In den 1990er-Jahren entstand im allgemeinen Trend von innerstädtischen Verkehrsberuhigungsmaßnahmen die Idee, alle Linien mit Standard- und Gelenkbussen aus dem historischen Stadtkern herauszunehmen und durch eine mit Klein- oder Midibussen bediente Ringlinie in der Altstadt zu ersetzen.
Am 25. Mai 1998 nahm in Regensburg dann die sogenannte Altstadtbuslinie „A“ unter dem Motto „Altstadt neu erfahren“ ihren Betrieb auf. Die eigens für diese Linie eingesetzten Midibusse des Typs Neoplan N 4007 CNG mit Erdgasantrieb, verfügten über 16 Sitzplätze sowie 36 Stehplätze. Anfangs fuhr die Altstadtbuslinie auf der Strecke „Maximilianstraße – Am Königshof – Königsstraße – Domplatz – Altes Rathaus – Gesandtenstraße – Neupfarrplatz – Domplatz – Königsstraße – Am Königshof – Hauptbahnhof“ von Montag bis Freitag zwischen 08:30 Uhr und 20:30 Uhr sowie samstags zwischen 08:30 Uhr und 16:30 Uhr im Fünf-Minuten-Takt.
Bedingt durch die neue Linienführungen wurde die Platzfolge „Kohlenmarkt – Rathausplatz – Haidplatz“ busfrei und die Maximilianstraße sowie der Domplatz nicht mehr direkt mit dem Arnulfsplatz verbunden, weshalb viele Regensburger die Einführung des Altstadtbusses beklagten. Auch wurden in der Anfangszeit häufig längere Fußwege und vermehrte Umstiege zwischen den Buslinien kritisiert.
Daraufhin reagierte man mit einer Verlängerung der Linienführung mit Bedienung der Haltestellen Haidplatz, Arnulfsplatz, Bismarckplatz und Gutenbergstraße. Durch die daraus resultierende verlängerte Fahrzeit wurde im November 1999 ein weiterer Midibus für den Altstadtbus beschafft. Es handelte sich dabei um einen Mercedes-Benz O 520 „Cito“ mit dieselelektrischem Antrieb, der mit elf Sitzplätzen ausgestattet war.
Im Laufe der Zeit wurden aufgrund wirtschaftlicher Gesichtspunkte die Taktzeiten ausgedehnt. 2001 wurde ein weiterer Bus des Typ „Cito“ von Mercedes-Benz beschafft, um den Busverkehr komplett mit Kleinbussen abwickeln zu können. Zur Eröffnung der „Regensburg Arcaden“ im Jahr 2002 wurde die Linienführung über die Galgenberg-Brücke bis vor das neue Einkaufszentrum zu einer neueingerichteten Endhaltestelle „Friedenstraße“ ausgedehnt.
Nachdem die eingesetzten Kleinbusse jedoch oft mit technischen Schwierigkeiten zu kämpfen hatten, im Einkaufsverkehr nicht genug Platz boten sowie durch viele Beschwerden bezüglich des Fahrkomforts und nicht zuletzt wohl fragwürdiger Wirtschaftlichkeit immer mehr in die Kritik geraten sind, verkehren nun Standardbusse alle zehn Minuten. Die vorhandenen Midibusse wurden daraufhin alle bis zum Beginn des Jahres 2007 verkauft.
Seit 28. Juli 2008 gibt es für die Altstadtbuslinie wieder eine neue Linienführung mit neuem Fahrplan. Seitdem startet die Linie wieder am Hauptbahnhof und die Bedienung der Haltestellen „Galgenberg Brücke“ und „Friedenstraße“ in Nähe der „Regensburg Arcaden“ entfällt. Darüber hinaus wurde der Samstagsverkehr auf der Altstadtbuslinie komplett eingestellt. Die Buslinie verkehrt von Montag bis Freitag von 9.00 bis etwa 18:30 Uhr im 10-Minuten-Takt, von 18:30 Uhr bis 20:30 Uhr verkehrt alle 15 Minuten ein Bus der Linie A. Im Zuge allgemeiner Sparmaßnahmen wird nun wieder diskutiert, zumindest zwei Durchmesserlinien über den Domplatz zu führen und die Linie A einzustellen. Ein Schritt, wodurch die Altstadt auch wieder abends und am Wochenende eine direkte Anbindung erhalten würde.
Es bestehen Planungen die Linie „A“ als Teil der E-Mobilitäts-Strategie der Stadtverwaltung komplett auf batteriebetriebene E-Busse umzustellen. Dazu fanden 2015 Test mit Modellen verschiedener Hersteller statt. Anfang Mai 2017 nahmen fünf neue E-Busse des italienischen Herstellers Rampini den Betrieb auf. Die Busse sind mit 7,72 Metern Länge und 2,20 Metern Breite wesentlich kleiner als die bisher verwendeten Dieselbusse und bieten 14 Sitzplätze, 25 Stehplätze sowie einen Rollstuhlplatz. Die Aufladung der Batterien findet tagsüber an einer Schnellladestation unterhalb der Galgenbergbrücke und nachts auf dem Betriebshof der Regensburger Verkehrsbetriebe GmbH statt.

## Sonderlinien
Die Regensburger Dult am Oberen Wöhrd wird mittels einer eigenen, kostenlosen Buslinie erschlossen. Diese verkehrt ab der Haltestelle „Wöhrdstraße“ über die Nibelungenbrücke und hält vor dem Donau-Einkaufszentrum, ab hier fährt man ohne weiteren Zwischenhalt bis zum Dultplatz.
Bei öffentlichem Eislauf, Spielen der Eisbären Regensburg und bei Konzertveranstaltungen in der Donau-Arena verkehrt ab Hauptbahnhof die zusätzliche Linie „D“ über Dachauplatz und Weichs zur Donau-Arena.
Bei Fußballspielen des SSV Jahn Regensburg verkehrt als Zubringer die Linie „F“ vom Hauptbahnhof zur Arena Regensburg. Nach Spielende verkehrt die Sonderlinie wieder zurück zum Hauptbahnhof.

## Taxis
In Regensburg sind mehrere Taxiunternehmen tätig, die gemeinsam ein flächendeckendes Angebot sicherstellen. Die Taxis sind über verschiedene Funkzentralen erreichbar, können aber auch direkt an den zahlreichen offiziellen Taxistandplätzen in der Stadt gefunden werden – etwa am Hauptbahnhof, am Domplatz, am Bismarckplatz oder in der Nähe großer Hotels und Krankenhäuser.

## Sonstige Verkehrsmittel
Seit einigen Jahren ergänzen ausleihbare E-Scooter, Carsharing-Angebote und Lastenfahrräder den Verkehrsmix im Regensburger Stadtverkehr.